# Camp Stoneman

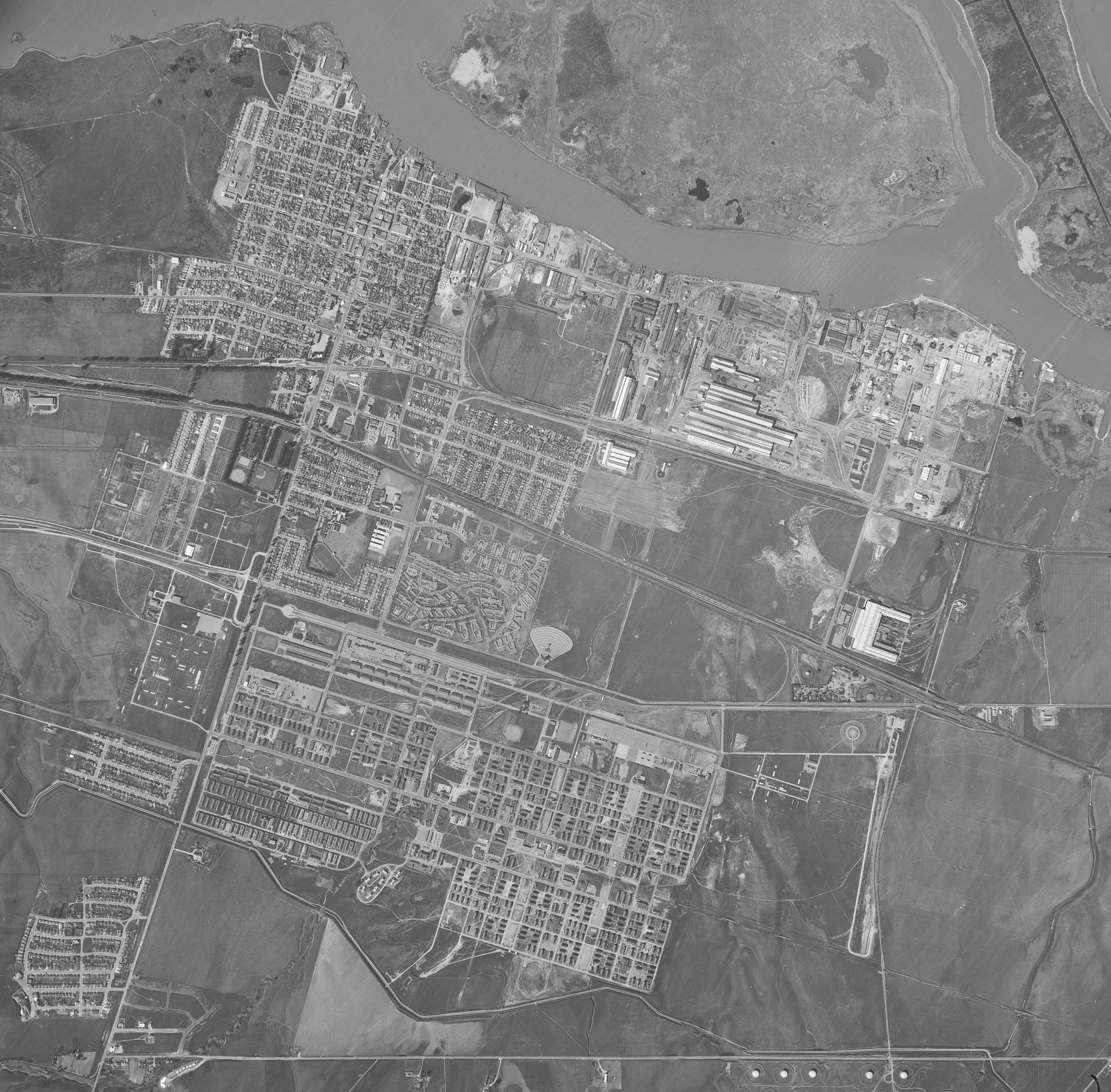
Camp Stoneman en 1951.

Le camp Stoneman est une installation militaire de l'armée des États-Unis située à Pittsburg en Californie. Il sert de zone de rassemblement majeure pour l'armée pendant la Seconde Guerre mondiale et la guerre de Corée.
Il ouvre le 28 mai 1942 et est déclassé en 1954.
Le camp est nommé d'après George Stoneman, commandant de cavalerie pendant la guerre de Sécession et gouverneur de Californie.